# White and Black
Pour plus de détails, voir Fiche technique et Distribution.
White and Black est un documentaire canadien réalisé par Jean-François Méan en 2010 sur la discrimination, les sévices et la marginalisation endurés par les albinos en Tanzanie. Tourné en swahili afin d'être diffusé sur le territoire Tanzanien, sa première à Dar es Salaam fut inauguré par le Premier Ministre Tanzanien Mizingo Pinda. Après sa diffusion en novembre 2010 le taux de meurtres d'albinos baisse drastiquement (de 90%). Le film devient alors la pierre angulaire de la tournée Pamoko, tournée multimédia transnationale de sensibilisation qui intégrait la chanteuse albinos K-sher, le rappeur Tanzanien Fid Q et les acteurs King Majuto et Bi Chau.  

## Synopsis
Depuis 2007, la Tanzanie est secouée par une vague de meurtres d’albinos (à raison de trois meurtres par mois). Vicky Ntetema, une journaliste radio de la BBC swahili, décide de mener une enquête sur ces événements macabres qui ont lieu dans son pays.
Elle suit entre autres deux sœurs albinos rescapées et un jeune garçon qui a survécu au meurtre de sa sœur. Leurs points communs : ils espèrent échapper à leur destinée fatidique en allant dans une école d’aveugles où personne ne verra leur albinisme. 
Un documentaire militant qui a dépassé son statut de film d’ONG en courant avec succès les festivals du monde entier.

## Fiche technique
- Titre : White and Black
- Réalisateur : Jean-François Méan, en collaboration avec Glenn Berman
- Producteurs : Skin Deep Distribution
- Langue : swahili et anglais
- Scénario : Jean-François Méan et Jon Kalina
- Recherche et entrevues par Jean François Méan et Vicky Ntetema
- Direction photo : Jean Pierre St Louis
- Monteur : Glenn Berman
- Compositeur : Robert Marcel Lepage
- Son : Louis Dupire et Philippe Scultéty
- Producteurs associés : Peter Ash Paul As Donald Sawatsky
- Producteurs exécutifs : Daniel Proulx - Lorraine Richard- Richard Speer
- Producteurs : Greg Dummet et Louis Laverdière
- Format : Vidéo
- Genre : Documentaire
- Durée : 58 minutes
- Date de réalisation : 2010
- Soutien : Une production Cité Amérique en collaboration avec Under The same Sun
- Couleur / N&B : couleur